# Língua gagauz turco-balcânico
A língua gagauz turco balcânico (também chamada de turco balcânico) é uma língua turcomana falada na Turquia europeia, na Bulgária (áreas de Dulovo e Ludogorie) e na Macedônia do Norte (áreas de Kumanovo e Bitola). Embora seja mutuamente inteligível tanto com o gagauz quanto com o turco, é geralmente classificado como um idioma separado devido as influências estrangeiras das línguas vizinhas faladas nos Balcãs.

## Falantes
São cerca de 330 mil os falantes dos oito dialetos da língua: Gajal, Gerlovo Turk, Karamanli, Kyzylbash, Surguch, Tozluk Turk, Yuruk, e o Gagauz macedônio.

## Confusão de nome
Não deve ser confundido com a língua gagauz, falada na Gagaúzia (na atual Moldávia) nem com o turco.